# Vanellus melanopterus
La avefría lugubroide (Vanellus melanopterus) es una especie de ave caradriforme de la familia Vanellinae que vive en el este y sur de África. 

## Descripción

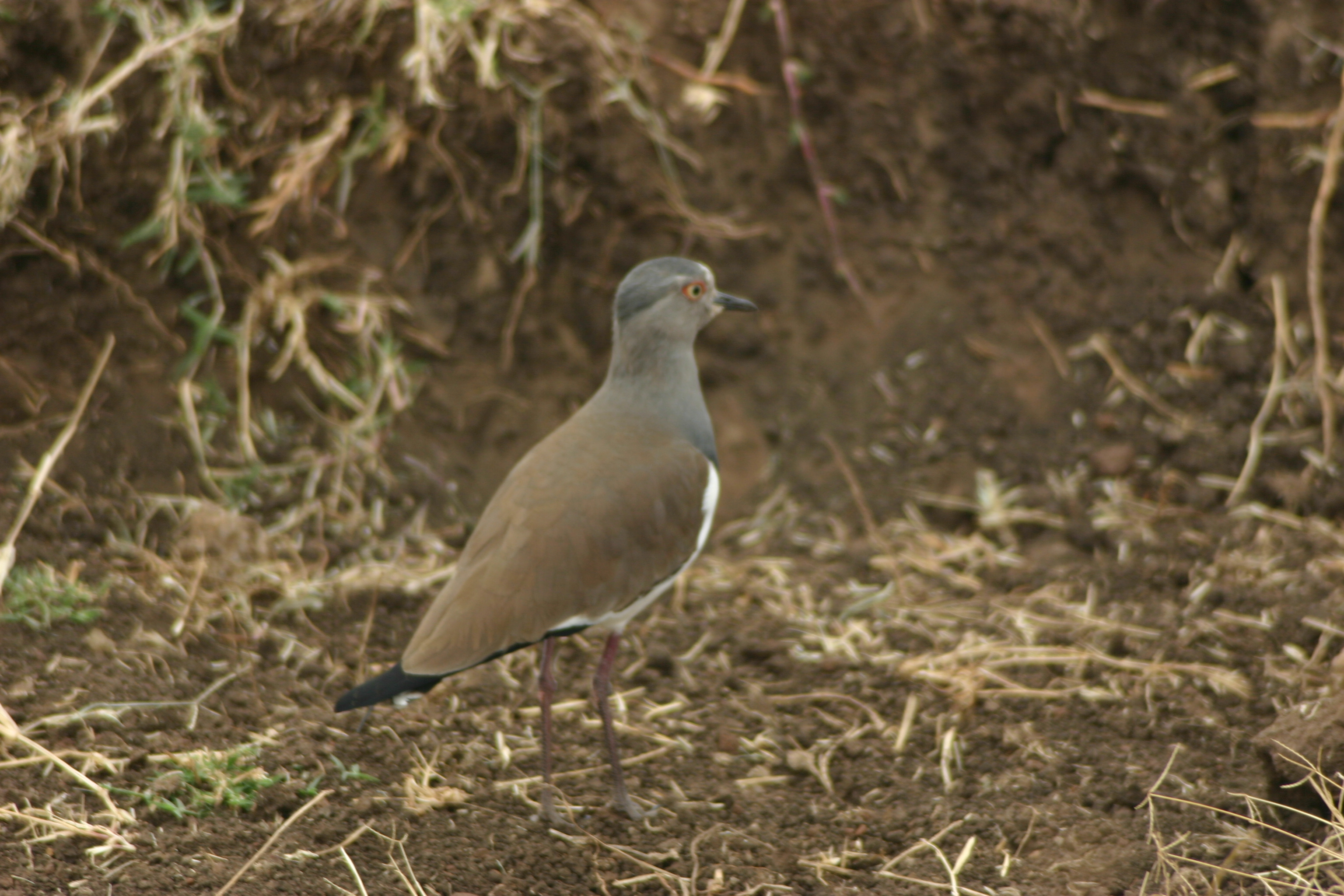
Vive en zonas montañosas.

La avefría lugubroide tiene la espalda y coberteras de las alas de color castaño uniforme, mientras que sus rémiges primarias y secundarias son de color negro, con sendas listas blancas en forma de «V» separando ambas zonas de color, que solo son visibles cuando está en vuelo. Su cabeza y cuello son grises (salvo una mancha blanca en la frente) y se va oscureciendo gradualmente por el pecho a tonos negruzcos hasta llegar a una lista negra que separa el pecho del vientre y los flancos que son blancos. Las plumas de su corta cola son negras en la punta y blancas en la parte superior. Su pico es fino y negro. La coloración de sus patas pasa de los tonos grisáceos al rojizo en la época de cría.
Tiene un aspecto muy similar a su pariente cercana la avefría lúgubre, de la que se diferencia por las listas blancas de sus alas y por la preferencia de hábitat, ya que la avefría lugubroide prefiere zonas de húmedas de montaña y la avefría lúgubre prefiere zonas más bajas y secas.

## Distribución y hábitat
La subespecie V. m. melanopterus se encuentra en las montañas de Etiopía y el norte y centro de Kenia, mientras que la subespecie V. m. minor se encuentra en los montes cercanos a la costa este de Sudáfrica. Su hábitat natural son los herbazales húmedos de hierba corta de zonas elevadas.

## Comportamiento
La avefría lugubroide se comporta de forma similar a la avefría coronada, de tamaño similar y con la que a veces forma bandadas mixta. Pueden hacer desplazamientos locales en busca de recursos, a menudo de noche, en pequeñas bandadas y volando muy juntas. 
La avefría lugugroide se alimenta de insectos en el suelo, principalmente de termitas y hormigas, aunque también consume escarabajos tenebriónidos como Tenebrio molitor. Su territorio de caza suele ser menos de una hectárea y es compartido por un pequeño grupo familia que contribuye en su defensa. Aunque también pueden formar grandes bandadas no territoriales cuando encuentran hábitats grandes con alimento de sobra.
En la época de cría suele desplazarse a zonas más elevadas. Los machos se muestran agresivos entre sí y establecen territorios por medio de emisión de sonidos y exhibiciones con las alas que incluyen aleteos enérgicos. Cuando una hembra elige a un macho lo sigue en vuelo y la cópula se producirá poco después. Suelen anidar en el suelo en lo alto de un prado situado en una ladera.
Sus huevos son bastante grandes y de color oscuro. Empiezan a incubar cuando terminan la puesta, que suele constar de tres huevos. Los miembros de la pareja se turnan en la incubación en periodos de unos 90 minutos. Suelen ir añadiendo material de cobertura en el nido hasta que el huevo está medio enterrado. Los polluelos eclosionan al mes y necesitan otro mes para hacerse autosuficientes.

## Estado de conservación
Las actividades humanas influyen tanto positiva como negativamente en esta especie, por lo que no se clasifica como una especie amenazad. La avefría lugugroide es una de las especies que se incluyen en el Acuerdo de conservación de aves acuáticas euroafricanas (AEWA).